# Oficiál
Oficiál (lat. officialis) je vlastně jakýkoli úředník vůbec (od lat. officium, úřad, služba), v různých dobách a u různých národů však mohl označovat úředníky různých typů a hodností. 
V právu církevním nazývali se oficiály zástupci arcijáhnů. Dnes je tak označen soudní vikář, tedy úředník, který vykonává soudní moc.
V zemích rakouských bývali oficiály manipulační úředníci nejrůznějších odborů státní i autonomní správy, jako v soudnictví, účetnictví, bernictví, finančnictví vůbec, při tabákové režii, dopravnictví atd. Bývali v X., event. IX. hodnostní třídě.